# Бад-Бентхайм
Бад-Бентхайм (нем. Bad Bentheim), до 1979 г. просто Бентхайм (Бентгейм) — город в Германии, в земле Нижняя Саксония.
Входит в состав района Графство Бентхайм. Население составляет 15 567 человек (на 31 декабря 2010 года). Занимает площадь 100,16 км². Официальный код — 03 4 56 001.
Историческую справку см. в статье про графство Бентгейм.
| Год  | Население |
| ---- | --------- |
| 1990 | 13 798    |
| 1995 | 14 181    |
| 2000 | 14 557    |
| 2005 | 15 491    |
| 2010 | 15 605    |